# Jang Young-soo
Jang Young-soo (koreanisch 장영수; * 21. August 1982) ist ein südkoreanischer Badmintonspieler. 

## Karriere
Jang Young-soo gewann 2002 Gold bei den Asienspielen mit dem südkoreanischen Herrenteam. 2003 siegte er bei den Hungarian International. Bei den Asienmeisterschaften 2006 und 2009 wurde er jeweils Fünfter im Herreneinzel.

## Sportliche Erfolge
| Saison | Veranstaltung               | Disziplin    | Platz | Name           |
| ------ | --------------------------- | ------------ | ----- | -------------- |
| 2000   | Junioren-Asienmeisterschaft | Herrenteam   | 3     | Südkorea       |
| 2002   | Asienspiele                 | Herrenteam   | 1     | Südkorea       |
| 2003   | Hungarian International     | Herreneinzel | 1     | Jang Young-soo |
| 2006   | Asienmeisterschaft          | Herreneinzel | 5     | Jang Young-soo |
| 2009   | Asienmeisterschaft          | Herreneinzel | 5     | Jang Young-soo |